# Зелёное Поле (Таврический район)
Зелёное Поле — деревня в Таврическом районе Омской области. Входит в состав Неверовского сельского поселения.

## Население
| 1914 | 1926 | 2010 |
| ---- | ---- | ---- |
| 525  | ↘434 | ↘286 |

## История
Основано в 1905 году, немцами переселенцами из Екатеринославской, Волынской губ. и Донской обл. До 1917 года католическое село Александровской волости Омского уезда Акмолинской области. В 1911 году имелся молельный дом. До 1954 г. центр Зеленопольского сельсовета. В 1928 г. создан колхоз «Гринфельд», позже переименован в им. Тельмана. С 1957 г. отделение совхоза «Любомировский»..